# 安国寺 (高崎市)
安国寺（あんこくじ）は、群馬県高崎市にある浄土宗の寺院。

## 歴史
南北朝時代前期、足利尊氏・直義兄弟の開基である。足利兄弟が日本各地に設けた「安国寺」の一つである。元々は上野国群馬郡西明屋村（現・群馬県高崎市）に位置していたが、1598年（慶長3年）に箕輪城の城主だった井伊直政が居城を高崎城に移転した際に、一緒に移転した。
明治初期、草創期の群馬県庁が当寺に置かれていた。
墓地は、かつては道を挟んだ向かい側にあったが、現在は同市若田町142−1に移転している。

## 交通アクセス
- 高崎駅より徒歩5分。